# Мелик-Шахназаров, Андрей Павлович
Андрей (Андраник) Павлович Мелик-Шахназаров (арм. Անդրեյ Մելիք-Շահնազարով; 24 июля 1887, Ставрополь-Кавказский — 30 октября 1937, Минск) — советский военный деятель, комдив (1935). Командовал Армянской стрелковой дивизией, затем 16-м стрелковым корпусом РККА в Белорусском военном округе. Беспартийный. Расстрелян в ходе «Сталинской чистки» (1937). Посмертно реабилитирован в 1958 году. Происходил из армянского дворянского рода

## Биография
Согласно автобиографии, Андрей Павлович родился в Кавказске (Ставропольский край). Выходец из старинного армянского меликского рода, происходившего из карабахского села Халтачи. В этом селении родился его отец, знаменитый генерал-лейтенант русской армии, участвовавший в трёх войнах (русско-турецкой 1877—1878 годов, русско-японской 1904—1905 годов, Первой мировой), Павел Дмитриевич Мелик-Шахназаров. Юноша Андраник, ступая по стопам отца, выбрал военную стезю. По окончании Варшавского Суворовского кадетского корпуса окончил курс в Николаевском кавалерийском училище по 1-му разряду. В 1906 — 1918 года служил в 5-м гусарском Александрийском Её Величества Государыни Императрицы Александры Фёдоровны полку, в котором прошел путь от корнета (1909) до подполковника и командира этого полка (1918).
С началом Первой мировой войны  — на передовой в составе Кавказского экспедиционного корпуса генерала Баратова, который действовал на территории Персии против турецких войск. Первую свою боевую награду  получил в тяжёлых боях за город Керманшах. Всего на его счету восемь боевых наград, в том числе и орден Святого Георгия 4-й степени (Высочайший Приказ от 2 июня 1915 года) за подвиг, совершённый 22 августа 1914 года. Как георгиевский кавалер в 1915 году был произведен во внеочередной чин ротмистра лично императором Николаем II.
В 1918 году в Тифлисе был сформирован 1-й Армянский кавалерийский полк, который в числе других боевых частей и соединений должен был заменить возвращавшиеся русские войска. В мае 1920 года конный полк Мелик-Шахназарова перешёл на сторону большевиков. После разгрома майского восстания большевиков какое-то время скрывался в подполье.
В ноябре 1920 года в Армении была установлена Советская власть. Профессиональный военный, Мелик-Шахназаров в составе Красной Армии Армении принимал участие в боях с войсками меньшевистской Грузии. Переехав в Эривань, Мелик-Шахназаров исполнял обязанности начальника штаба Красной Армии Армении. в 1921—1930 годах командовал Армянской стрелковой дивизией. 20 ноября 1935 года приказом народного комиссара обороны К. Е. Ворошилова за № 2395 Мелик-Шахназарову присвоено воинское звание комдива. С 1935 года — командир 16-го стрелкового корпуса РККА в Белорусском военном округе.
В сентябре 1936 года были организованы и блестяще проведены крупные войсковые манёвры Белорусского военного округа, на которых присутствовали военные делегации иностранных армий, и главной целью которых являлась отработка встречного сражения, прорыва сильно укрепленных оборонительных линий и контрманёвра. Мелик-Шахназаров с иностранными представителями общался на французском языке.
Арестован 6 июня 1937 года в ходе репрессивной компании против высшего командного состава РККА (Дело № 27474—9831/18, управление ФСБ РФ по Ставропольскому краю)  и 30 октября 1937 года расстрелян в городе Минске. В 1958 году посмертно реабилитирован.

## Награды
- Орден Святого Станислава III степени (18.02.1914)
- Орден Святого Станислава II степени с мечами (27.02.1915)
- Орден Святой Анны III степени с мечами и бантом (04.03.1915)
- Орден Святого Владимира IV степени с мечами и бантом (06.10.1915)
- Орден Святой Анны II степени с мечами (06.09.1916)
- Орден Святой Анны IV степени с надписью «За храбрость» (25.01.1917)
- .Орден Святого Георгия 4-й степени
- Орден «Красное Знамя» Армянской ССР (1921)[6]
- Орден Красного Знамени (20.02.1928[7])